# 左齐

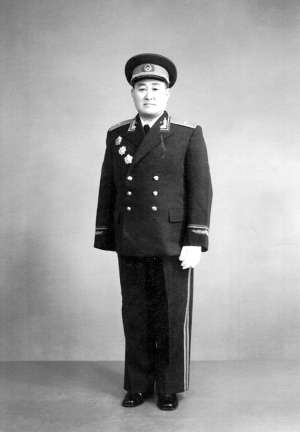
左齐1955年授衔全身照

左齐（1911年—1998年8月26日），江西永新人，中国人民解放军将领、中国人民解放军开国少将。

## 生平
1929年，参加中国共产主义青年团。1932年，左齐参加红军，同年加入中国共产党，参加反围剿战役和长征。长征途中，他担任团宣传队队长，曾用步枪击落一架国民党敌机。1938年，出任八路军120师三五九旅七一七团参谋长，11月率部在山西蔚县明辅村后山伏击日军一个运输大队（明辅阻击战）。在与日军激战中，左齐右臂上部中弹，他捂住伤口最终完成伏击日军任务。但因右臂伤势过重无法保留，白求恩亲自为他做了截肢手术。左齐之后仍在前线作战，担任三五九旅七一八团政治委员。1941年春，为打击中国国民党对延安的封锁，中共开展大生产运动。左齐陪同朱德总司令和技术人员到南泥湾考察，随后他率领718团进入南泥湾临镇和金盆湾，进行屯田开荒。由于他身体残疾无法开荒，便主动负责做饭后勤，激发将士士气。718团也被誉为“生产模范团”。毛泽东对其事迹大加赞赏，并在1943年5月的杨家岭会议中再次提及。1944年11月，359旅组成南下支队进入华南，他随部参加，担任南下支队后勤部政治委员。第二次国共内战期间，他出任晋绥军区分区副政治委员、司令员第一野战军第二军政治部主任。中华人民共和国成立后，他随王震进入新疆，担任南疆军区副政治委员、政治委员，新疆军区副政治委员兼政治部主任。之后改任济南军区副政治委员，济南军区顾问。1955年，被授予中国人民解放军少将军衔。荣获二级八一勋章、二级独立自由勋章、一级解放勋章。1998年8月26日在济南去世，享年87岁。